# Comitatul Otter Tail, Minnesota
Comitatul Otter Tail (în engleză Otter Tail County) este un comitat din statul Minnesota, Statele Unite ale Americii. Conform recensământului din 2010 avea o populație de 57.303 de locuitori. Reședința comitatului este orașul Fergus Falls.

## Comitate adiacente
- Becker County (nord)
- Todd County (sud-est)
- Douglas County (sud)
- Grant County (sud-vest)
- Wilkin County (vest)
- Clay County (nord-vest)

## Autostrăzi majore
- Interstate 94
- U.S. Highway 10
- U.S. Highway 52
- U.S. Highway 59
- Minnesota State Highway 29
- Minnesota State Highway 34
- Minnesota State Highway 78
- Minnesota State Highway 106
- Minnesota State Highway 108
- Minnesota State Highway 210
- Minnesota State Highway 228
- Minnesota State Highway 235
- Minnesota State Highway 297